# Samo Stanič
Samo Stanič, slovenski fizik in pedagog, * 10. marec 1969, Ljubljana.
V času študija je bil mladi raziskovalec na Odseku za eksperimentalno fiziko osnovnih delcev Instituta Jožef Stefan ter član mednarodne kolaboracije Delphi v Evropskem laboratoriju za fiziko osnovnih delcev (CERN, Ženeva), kjer se je osredotočil na študije razpadov težkih kvarkov in iskanje Higgsovega bozona. Leta 1993 je diplomiral na Oddelku za fiziko Fakultete za naravoslovje in tehnologijo Univerze v Ljubljani, leta 1996 magistriral in leta 1999 doktoriral. Med letoma 1999 in 2006 je deloval na Japonskem, najprej kot podoktorski sodelavec na Inštitutu za uporabno fiziko Univerze v Tsukubi in v Centru za fiziko osnovnih delcev (KEK), kasneje pa kot tuji profesor na Univerzi v Tsukubi. V okviru kolaboracije Belle se je ukvarjal z razvojem detektorskih sklopov za meritve fiziki osnovnih delcev in študijem kršitve simetrije CP pri razpadih mezonov B.   
Od leta 2006 deluje na Univerzi v Novi Gorici (UNG), kjer je od leta 2012 dalje redni profesor za področje fizike. Na UNG je bil med leti 2008-2019 vodja Centra za raziskave atmosfere, ter med leti 2014-2020 dekan Fakultete za naravoslovje. Od leta 2020 vodi Center za astrofiziko in kozmologijo. Z raziskovalnim delom se osredotoča na področji eksperimentalne astrofizike in fizike atmosfere ter daljinskega zaznavanja. Za dosežke pri raziskavah kozmičnih delcev ekstremnih energij v okviru mednarodne kolaboracije Pierre Auger je leta 2020 skupaj z Andrejem Filipčičem in Markom Zavrtanikom prejel Zoisovo nagrado. Njegova raziskovalna skupina sodeluje pri načrtovanju in izgradnji observatorija CTAO (Polje teleskopov Čerenkova) za odkrivanje in proučevanje lastnosti in izvorov kozmičnih fotonov zelo visokih energij. 
Kot pedagog in mentor deluje na Fakulteti za naravoslovje in Fakulteti za podiplomski študij Univerze v Novi Gorici. Deloval je tudi kot član upravnega odbora Akademske in raziskovalne mreže Slovenije - ARNES (2023), koordinator Slovenskega nacionalnega superračunalniškega omrežja - SLING (2022-2023) in član upravnega odbora Instituta informacijskih znanosti - IZUM (2015-2021).